# Qualifications pour la Coupe du monde masculine de rugby à XV 2027
Navigation
Qualifications Coupe du monde 2023 Qualifications Coupe du monde 2031
Les qualifications pour la Coupe du monde masculine de rugby à XV 2027 mettent aux prises des équipes nationales de rugby à XV afin de qualifier douze formations qui disputeront la phase finale avec les douze équipes qualifiées d’office.

## Les 24 qualifiés
Les trois premiers de chacune des quatre poules du premier tour de la Coupe du monde 2023, ainsi que le pays organisateur sont qualifiés d’office pour l’édition 2023. L'Australie, pays organisateur, étant également arrivée dans les trois premiers de sa poule, 12 nations sont donc qualifiées d'office. Dix places sont attribuées via des qualifications continentales, une autre à l'issue d'un barrage inter-continental, et la dernière après un tournoi final de qualification,.
| Ordre de qualification | Équipe           | Qualifié en tant que                           | Date de qualification | Phases finales | Nb d'apparitions consécutives | Dernière participation | Meilleure performance passée                                                 |
| ---------------------- | ---------------- | ---------------------------------------------- | --------------------- | -------------- | ----------------------------- | ---------------------- | ---------------------------------------------------------------------------- |
| 1                      | Australie        | Pays organisateur                              | 12 mai 2022           | 11e            | 11                            | 2023                   | Vainqueur (1991, 1999)                                                       |
| 2                      | France           | 1er de la poule A de la Coupe du monde 2023    | 6 octobre 2023        | 11e            | 11                            | 2023                   | Finaliste (1987, 1999, 2011)                                                 |
| 3                      | Nouvelle-Zélande | 2e de la poule A de la Coupe du monde 2023     | 6 octobre 2023        | 11e            | 11                            | 2023                   | Vainqueur (1987, 2011, 2015)                                                 |
| 4                      | Italie           | 3e de la poule A de la Coupe du monde 2023     | 6 octobre 2023        | 11e            | 11                            | 2023                   | Phase de poules (1987, 1991, 1995, 1999, 2003, 2007, 2011, 2015, 2019, 2023) |
| 5                      | Irlande          | 1er de la poule B de la Coupe du monde 2023    | 8 octobre 2023        | 11e            | 11                            | 2023                   | Quart de finale (1987, 1991, 1995, 2003, 2011, 2015, 2019, 2023)             |
| 6                      | Afrique du Sud   | 2e de la poule B de la Coupe du monde 2023     | 8 octobre 2023        | 9e             | 9                             | 2023                   | Vainqueur (1995, 2007, 2019, 2023)                                           |
| 7                      | Écosse           | 3e de la poule B de la Coupe du monde 2023     | 8 octobre 2023        | 11e            | 11                            | 2023                   | 4e (1991)                                                                    |
| 8                      | Pays de Galles   | 1er de la poule C de la Coupe du monde 2023    | 8 octobre 2023        | 11e            | 11                            | 2023                   | 3e (1987)                                                                    |
| 9                      | Fidji            | 2e de la poule C de la Coupe du monde 2023     | 8 octobre 2023        | 10e            | 8                             | 2023                   | Quart de finale (1987, 2007, 2023)                                           |
| 10                     | Angleterre       | 1er de la poule D de la Coupe du monde 2023    | 8 octobre 2023        | 11e            | 11                            | 2023                   | Vainqueur (2003)                                                             |
| 11                     | Argentine        | 2e de la poule D de la Coupe du monde 2023     | 8 octobre 2023        | 11e            | 11                            | 2023                   | 3e (2007)                                                                    |
| 12                     | Japon            | 3e de la poule D de la Coupe du monde 2023     | 8 octobre 2023        | 11e            | 11                            | 2023                   | Quart de finale (2019)                                                       |
| 13                     | Géorgie          | 1er de la zone Europe                          | 16 mars 2025          | 7e             | 7                             | 2023                   | Phase de poules (2003, 2007, 2011, 2015, 2019, 2023)                         |
| 14                     | Espagne          | 2e de la zone Europe                           | 16 mars 2025          | 2e             | 1                             | 1999                   | Phase de poules (1999)                                                       |
| 15                     | Roumanie         | 3e de la zone Europe                           | 16 mars 2025          | 10e            | 2                             | 2023                   | Phase de poules (1987, 1991, 1995, 1999, 2003, 2007, 2011, 2015, 2023)       |
| 16                     | Portugal         | 4e de la zone Europe                           | 16 mars 2025          | 3e             | 2                             | 2023                   | Phase de poules (2007, 2023)                                                 |
| 17                     | Hong Kong        | 1er de la zone Asie                            | 5 juillet 2025        | 1re            | 1                             |                        |                                                                              |
| 18                     | Zimbabwe         | 1er de la zone Afrique                         | 19 juillet 2025       | 3e             | 1                             | 1991                   | Phase de poules (1987, 1991)                                                 |
| 19                     |                  | 1er de la zone Amérique du Sud                 | 6 septembre 2025      |                |                               |                        |                                                                              |
| 20                     |                  | 1er de la zone Pacifique                       | 20 septembre 2025     |                |                               |                        |                                                                              |
| 21                     |                  | 2e de la zone Pacifique                        | 20 septembre 2025     |                |                               |                        |                                                                              |
| 22                     |                  | 3e de la zone Pacifique                        | 20 septembre 2025     |                |                               |                        |                                                                              |
| 23                     |                  | Vainqueur du barrage Amérique du Sud/Pacifique |                       |                |                               |                        |                                                                              |
| 24                     |                  | Vainqueur du tournoi final de qualification    | 18 novembre 2025      |                |                               |                        |                                                                              |

## Qualifications
Douze places sont attribuées par le biais des qualifications continentales, suivies d'un barrage intercontinental puis d'un tournoi de repêchage. Les douze places sont réparties comme suit :
- 1 qualifié pour la zone Afrique
- 1 qualifié pour la zone Amérique du Sud
- 1 qualifié pour la zone Asie
- 4 qualifiés pour la zone Europe
- 3 qualifiés pour la zone Pacifique
- 1 qualifié par le barrage intercontinental entre la zone Amérique du sud et la zone Pacifique
- 1 qualifié par le tournoi de repêchage

### Afrique
Le vainqueur de la Coupe d'Afrique 2025 se qualifie pour la Coupe du monde 2027, le second accède à un match de barrage en tant qu'Afrique 2 contre l'équipe classée Asie 2. Le vainqueur de cet affrontement se qualifie pour le tournoi de repêchage.
Le Zimbabwe sort gagnant et se qualifie pour la coupe du monde pour la première fois depuis 1991. La Namibie, finaliste, est reversée dans un match de barrage contre les Émirats arabes unis qu'elle remporte haut la main et se qualifie ainsi pour le tournoi de repêchage.

### Amérique du sud
Un tournoi de qualification est organisé entre huit équipes du continent sud américain. Le vainqueur se qualifie pour la Coupe du monde 2027. Le second est qualifié en tant qu'Amérique du Sud 2 pour un barrage contre l'équipe classée Pacifique 4 tandis que le troisième accède au tournoi de repêchage en tant qu'Amérique du Sud 3.

### Asie
Le vainqueur du Championnat d'Asie 2025 se qualifie pour la Coupe du monde 2027 tandis que le second accède en tant qu'Asie 2 à un match de barrage contre l'équipe classée Afrique 2. Le vainqueur de cet affrontement se qualifie pour le tournoi de repêchage.
L'équipe de Hong-Kong se qualifie pour la première fois de son histoire pour la coupe du monde après avoir survolé la compétition. Les Émirats arabes unis finissent deuxième et affrontent la Namibie dans un match de barrage. Ils sont vaincus largement et éliminés de la course à la qualification.

### Europe
Les quatre meilleures équipes du Championnat d'Europe 2024-2025 sont qualifiées directement pour la coupe du monde 2027. L'équipe classée cinquième est reversée dans le tournoi de repêchage en tant que Europe 5.
À l'issue du championnat, les équipes de Géorgie, d'Espagne, de Roumanie et du Portugal sont qualifiées tandis que la Belgique accède au tournoi de repêchage,.

### Pacifique
Avec la recréation en 2024 d'une Coupe des nations du Pacifique faisant s'affronter les meilleurs équipes d'Océanie, d'Amérique du Nord ainsi que le Japon, les processus de qualification des zones Océanie et Amérique du Nord fusionnent en vue de la coupe du monde 2027. Les trois meilleures équipes de la Coupe des nations du Pacifique 2025 - à l'exception du Japon et des Fidji, déjà qualifiés - se qualifient pour la coupe du monde. La sixième et dernière équipe joue le match de barrage intercontinental en tant que Pacifique 4 contre l'équipe classée Amérique du Sud 2.

### Barrage intercontinental
Un match de barrage oppose les équipes classées Pacifique 4 et Amérique du sud 2. Le vainqueur se qualifie pour la coupe du monde 2027 tandis que le perdant est reversée dans le tournoi de repêchage.

### Tournoi de repêchage
Le tournoi de repêchage oppose les quatre équipes suivantes :
- Belgique (Europe 5)
- Amérique du Sud 3
- Namibie (vainqueur du barrage Afrique 2/Asie 2)
- Le perdant du barrage Amérique du Sud 2/Pacifique 4

Il est organisé à Dubaï du 8 au 18 novembre 2025.